# Белая богиня каннибалов
«Белая богиня каннибалов» (итал. Mondo Cannibale; другое название «Эротические людоеды») — приключенческий эротический фильм ужасов 1980 года режиссёра Хесуса Франко. Премьера фильма состоялась 28 ноября 1980 года.

## Сюжет
В ходе поездки по лесам Амазонки в то время когда доктор Тэйлор, его жена и дочь плыли на лодке, они подверглись нападению группы каннибалов. В результате этого жена Тэйлора была убита, а его маленькая дочь похищена, сам же доктор смог спастись, но ему отгрызли руку. Спустя некоторое время Тэйлор вновь организует поездку с целью вызволить из плена людоедов свою дочь, которая стала фетишем для племени дикарей. В конце концов Якате отпускает Тэйлора и Аню.

## В ролях
- Аль Кливер — доктор Джереми Тэйлор
- Ширли Найт — Барбара Шелтон
- Антонио Маянс — Якате
- Лина Ромай — Ана